# Palacio Vela de los Cobos
El Palacio Vela de los Cobos, es un palacio nobiliario renacentista situado en el centro histórico de la ciudad de Úbeda, Comunidad Autónoma de Andalucía, España. Fue mandado construir por el regidor de Úbeda Francisco Vela de los Cobos a mediados del siglo XVI. Las trazas del edificio fueron realizadas por Andrés de Vandelvira y la ejecución se debió al cantero Jorge Leal. Forma parte del conjunto monumental renacentista de Úbeda, que junto con el de Baeza, fue declarado Patrimonio de la Humanidad por la Unesco en 2003.
La imponente fachada de piedra consta de 3 plantas, en la inferior se encuentra una puerta adintelada, enmarcada por dos columnas corintias, en la primera planta destacan los balcones, el central muestra la heráldica familiar sostenida por dos telamones o guerreros, los dos laterales están enmarcados por columnas jónicas y frontones triangulares, en el extremo un bellísimo balcón esquinado característico del renacimiento andaluz.  La última planta está compuesta por una galería abierta formada por arcos de medio punto sostenidos por pilares. El interior ha sufrido diversas transformaciones, entre ellas la desaparición del patio central en el siglo XIX. Actualmente contiene una colección de obras de arte y una importante biblioteca. El Palacio Vela de los Cobos no debe confundirse con el Palacio de los Cobos, también en la ciudad de Úbeda, mandado construir por Francisco de los Cobos, secretario de Carlos V. Actualmente es el único palacio de la provincia que permanece habitado como residencia y que permite visitas.